# Manuel Corrales Gallego
Manuel Corrales Gallego (Zamora, España, 18 de diciembre de 1896 - octubre de 1936) era un tirador deportivo español. Compitió en la olimpiada de 1932 en la categoría de los 25 m de pistola de fuego rápido y en la de 50 m de rifle.
Fue asesinado durante la guerra civil española.